# Lepeophtheirus molvae
Lepeophtheirus molvae is een eenoogkreeftjessoort uit de familie van de Caligidae. De wetenschappelijke naam van de soort is voor het eerst geldig gepubliceerd in 1836 door Milne Edwards.